# Jacqueline Ronsmans
Jacqueline Hermine Ronsmans  is een Belgisch voormalig hockeyspeelster.

## levensloop
Ronsmans maakte deel uit van de nationale ploeg omstreeks 1963. Ze verzamelde in totaal 10 caps.
Haar dochter Carine en zonen Eric en Marc Coudron waren ook actief in het hockey, evenals haar kleinkinderen Jill en Tom Boon.